# Haplocosmia nepalensis
Haplocosmia nepalensis is een spinnensoort in de taxonomische indeling van de vogelspinnen (Theraphosidae).
Het dier behoort tot het geslacht Haplocosmia. De wetenschappelijke naam van de soort werd voor het eerst geldig gepubliceerd in 1996 door Joachim Schmidt & von Wirth.